# Star Wars Jedi: Fallen Order
Star Wars Jedi: Fallen Order je akční dobrodružná hra pro jednoho hráče z pohledu třetí osoby. Hra vznikla po několikaleté spolupráci vývojářů z Respawn Entertainment a Lucasfilm. V roce 2019 ji vydalo Electronic Arts a je dostupná pro PS4, Xbox One i PC. Přestože byla vize původně odlišná, obě strany se postupně dohodly na tvorbě hry, která bude součástí oficiálního kanonu Star Wars. Vytvoření hry bylo náročné, neboť muselo být dodrženo mnoho pravidel a zachována věrnost existujícímu univerzu Star Wars, kde se celý děj odehrává pět let poté, co se odehrály události z Star Wars: Episode III Revenge of the Sith. Vznikl tak plně kanonický příběh, který věrně zachycuje všechny podstatné prvky tohoto univerza.

## Gameplay
Jako jeden z posledních Jedie musíte udělat všechno proto, abyste přežili. Použijte světelné meče k zastavení a poražení nepřátel. Využijte svoji tajnou sílu Jedie proti všem nástrahám, které na vás čekají. Musíte včas dokončit svůj trénink, dříve, než se Inkvizitoři dozví o vašich plánech. Navštívíte nejrůznější místa a sami se rozhodnete, kam bude vaše cesta pokračovat.

## Děj
Příběh začíná pět let po Rozkazu 66 a vzniku Impéria s Cal Kestisem na planetě Bracca, kde spolu se svým přítelem Praufem pracuje na zajištění Star Destroyeru, který má být rozebrán na díly pro nové lodě pro Impérium. Po nehodě, když Praufovi hrozí smrt, musí Cal využít svých tajných schopností Jedie a zachránit jeho život. Použití této síly přitáhne na planetu dva Inkvizitory, kteří vyslýchají skupinu sběračů, hledajíc Cala, který se skrývá před Impériem. Společně s bývalou Jedikou Cere a pilotem Greezem cestuje Cal mezi různými planetami, hledaje artefakty a bojuje proti Impériu a jeho Inkvizitorům.  Po objevení stop k Holokronu, který obsahuje seznam nadaných dětí, se Cal vydává na cestu, která ho vede z planety Bracca na Bogano, Zeffo, Kashyyyk, Dathomir a zpět. Během svých dobrodružství se setkává s mnoha postavami, včetně bývalých spojenců a nepřátel, a dozvídá se stále více o své minulosti a Síle Temné strany. Nakonec, po mnoha bitvách a konfrontacích, Cal a jeho společníci se dostávají do pevnosti Inkvizitoria, kde čelí Darth Vaderovi. Po dramatickém útěku Cal a Cere společně rozhodnou, že zničí Holokron, důvěřujíce síle, aby rozhodla o budoucnosti Jediů.

## Přijetí
Hra Star Wars Jedi: Fallen Order obdržela mnoho cen[chybí lepší zdroj] a roku 2020 byla na herních cenách The Game Awards nominována v kategorii nejlepší akční adventury. Do března 2020 se prodalo deset milionů kopií titulu.